# Friedrich Könekamp
Friedrich Könekamp, auch Koenekamp (* 1897 in Offenburg; † 1977), war ein deutscher Mathematiker, Pädagoge, Maler und Schriftsteller.

## Leben

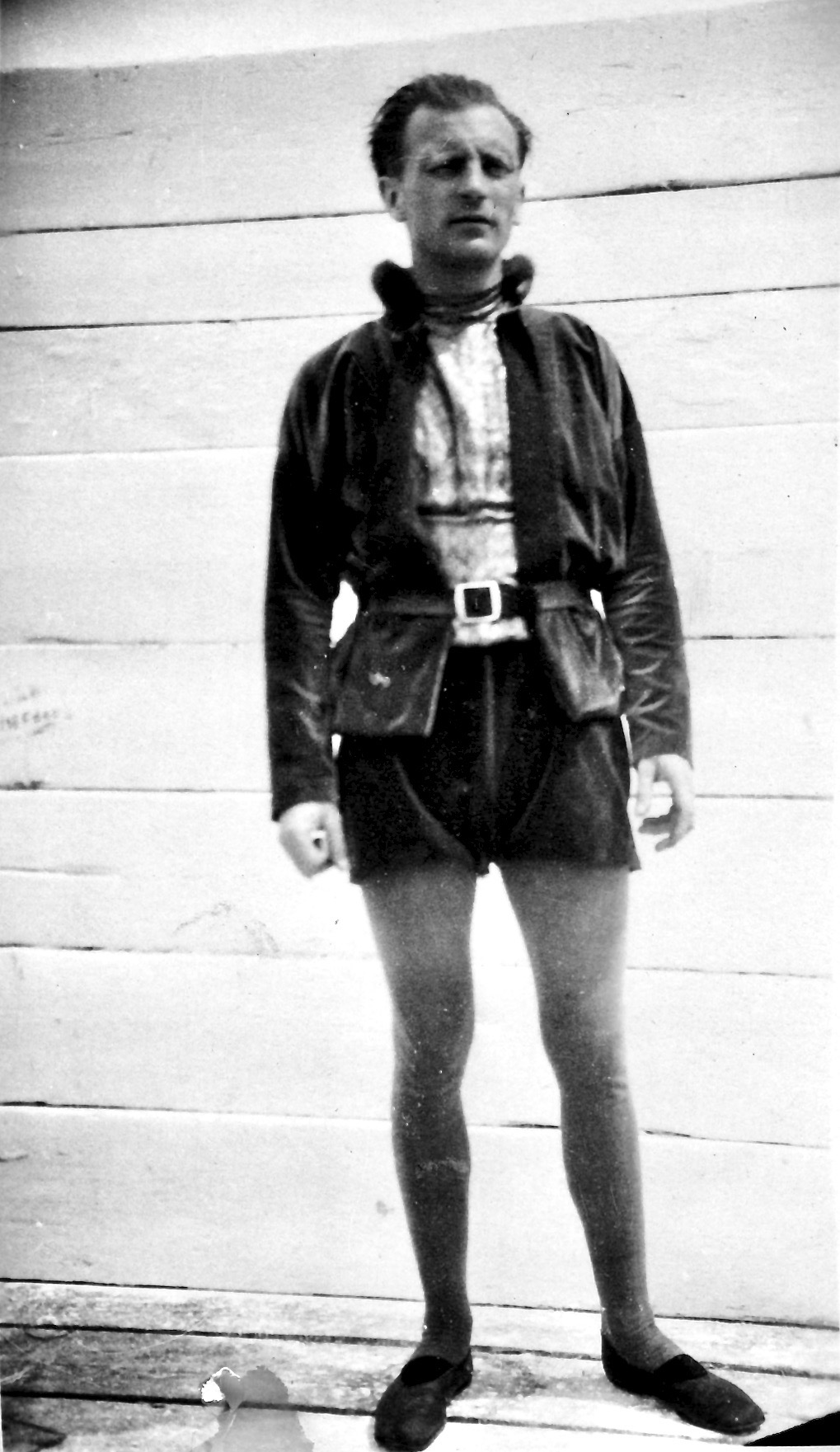
Als Schüler in Davos

Nach dem Abitur am Fridericianum Davos war er mit 19 Jahren in der Sommeschlacht und anschließend Kriegsgefangener im Lager Stobs (Schottland). Es folgte ein Studium der Mathematik und Philosophie an der Universität in Basel, Freiburg und Berlin. Pädagogisch waren er und seine Ehefrau Irmgard ab 1928 unter anderem an der von Martin Luserke geleiteten reformpädagogischen Schule am Meer auf der Nordseeinsel Juist tätig. Außerdem arbeitete er an den Zeitschriften "Die neue Zeit" und "Welt am Abend" in Berlin mit. Mitarbeit in der sozialistischen Bewegung, vollständige Abwendung vom Christentum. Die ersten künstlerischen Arbeiten finden als Plakate des Spartakus an Hauswänden, Mauern und Litfaßsäulen Verbreitung.
Als Mitglied der "Vereinigung freier Schulreformer" wurde er 1933 von der Gestapo verfolgt. Er ging ins Exil in die Schweiz, nach Spanien, Nordafrika, Frankreich und Großbritannien. Dort wurde er als Deutscher bei Ausbruch des Zweiten Weltkriegs interniert und in ein Lager nach Kanada verschifft. Die Eindrücke dieser Zeit fanden in dem Buch "KÖ fährt nach Afrika" (Verlag Hans Frenz, Bern 1934) und den ersten Ölbildern ihren Niederschlag. Seine erste Biographie "Viele reden – einer ruft", das Zeugnis eines rastlosen Lebens erscheint (Benziger & Co AG, Einsiedeln, Köln), die 1957 gekürzt als Taschenbuch in der Kreuzing-Bücherei (Johann-Josef-Zimmer Verlag, Trier) herausgegeben wird. In diesem Buch beschreibt Könekamp sein Ringen auf dem Rückweg zum Christentum und das Durchringen zum überzeugten Christen. Im Jahr 1945 kehrte er nach Großbritannien zurück. Mit seiner Frau Rosamond Aufbau der Farm Cottlwyd (Westales) waren sie 1949 an intensive künstlerische Tätigkeit beschäftigt. Es entstanden großformatiger Ölbilder (Cottlyd-Gruppe). 1962 besuchte er
zahlreiche Einzelausstellungen in London und auf dem Kontinent. Mitglied des internationalen Instituts für Kunstwissenschaften. Dr.-Phil.-Mitglied des Deutschen Autoren-Verbandes (Hannover). Das Bundesverdienstkreuzes (Erster Klasse) der Bundesrepublik Deutschland wurde ihm 1967 für "Europäertum in Wort, Schrift und Farbe" verliehen. 1972 wurde er Ehrenmitglied der "Accademia Internationale Tommaso Campanella Roma". Verleihung einer Goldmedaille "für die guten Verdienste mit den Werken Ihrer Kunst".
Durch Exil, Internierung und das Leben in Wales ist Könekamp in Deutschland nahezu unbekannt. Das „Friedrich-Könekamp-Archiv“ e.V. hat es sich zur Aufgabe gemacht, das Werk Könekamps zu dokumentieren und in die deutsche Kunst des 20. Jahrhunderts einzuordnen.

## Veröffentlichungen
- I'd like to meet the devil, Autobiografie 1897 - 1977, Dr. Friedrich Könekamp, Dr. Dietmar Höhne (Hrsg. Deutsche Übersetzung mit Zeitdokumenten ergänzt), NOVALIS Verlag 2023, ISBN 978-3-941664-80-7